# صنادر (حالمين)
صنادر هي إحدى قرى عزلة حبيل الريدة بمديرية حالمين التابعة لمحافظة لحج، بلغ تعداد سكانها 21 نسمة حسب تعداد اليمن لعام 2004.